# New Jersey PGA Championship
Het New Jersey PGA Championship is een jaarlijks golftoernooi in de Verenigde Staten en maakte deel uit van de Amerikaanse PGA Tour, in de jaren 1920 en 1930. Het toernooi vindt telkens plaats op verschillende golfbanen in de staat New Jersey en wordt georganiseerd door de "New Jersey Professional Golf Association".

## Winnaars
| - 1928: Craig Wood - 1929: Jack Forrester - 1930: Craig Wood - 1931: Clarence Clark - 1932: Craig Wood - 1933: Johnny Kinder - 1934: Johnny Kinder - 1935: Maurrie O'Connor - 1936: Vic Ghezzi - 1937: Johnny Kinder - 1938: Craig Wood - 1939: Vic Ghezzi - 1940: Frank Walsh - 1941: Frank Walsh - 1942: Johnny Kinder - 1943: Emery Thomas - 1944: Dave O'Connell - 1945: Emery Thomas - 1946: Jack Mitchell - 1947: Gene Kunes - 1948: Angelo Petraglia - 1949: Vic Ghezzi - 1950: Emery Thomas - 1951: Emery Thomas - 1952: Lou Barbaro - 1953: Babe Lichardus - 1954: Fred Backer - 1955: Otto Greiner - 1956: Stan Mosel - 1957: Emery Thomas | - 1958: Jake Zastko - 1959: Harold Sanderson - 1960: Al Mengert - 1961: Wes Ellis - 1962: Wes Ellis - 1963: Wes Ellis - 1964: Wes Ellis - 1965: Babe Lichardus - 1966: Babe Lichardus - 1967: Stan Mosel - 1968: Pat Schwab - 1969: Bob Shields - 1970: Pat Schwab - 1971: Pat Schwab - 1972: Dick Pearce - 1973: John Buczek - 1974: Charles Huckaby - 1975: Gary Head - 1976: Bill Ziobro - 1977: Babe Lichardus - 1978: Babe Lichardus - 1979: Tom Ulozas - 1980: Carlton White - 1981: Pat Schwab - 1982: Ed Whitman - 1983: Ed Whitman - 1984: Gary Ostrega - 1985: David Glenz - 1986: David Glenz - 1987: Ed Whitman | - 1988: Bill King - 1989: Peter Oosterhuis - 1990: Ed Whitman - 1991: Steve Sieg - 1992: Mike Burke Jr. - 1993: Bill King - 1994: Jamie Fordyce - 1995: Gary Ostrega - 1996: Robin Kohberger - 1997: John Klocksin - 1998: Brent Studer - 1999: Mike Burke Jr. - 2000: Chris Dachisen - 2001: Mike Burke Jr. - 2002: Steve Sieg - 2003: Frank Esposito Jr. - 2004: Joey Rassett - 2005: Bill Britton - 2006: Bill Britton - 2007: Frank Esposito Jr. - 2008: Brent Studer - 2009: Frank Esposito Jr. - 2010: Frank Esposito Jr. - 2011: Sam Kang - 2012: Brian Gaffney - 2013: Frank Esposito Jr. |